# Ибрагимли, Фазаил Фейруз оглы
Фазаил Фейруз оглу Ибрагимли (азерб. Fəzail İbrahimli; род. 12 апреля 1951 года, Азербайджанская ССР, СССР) — азербайджанский историк, вице-спикер Национального собрания Азербайджанской Республики, депутат I, II, III, IV, V, VI, VII созывов Национального собрания. С 1992 года — член Партии гражданской солидарности. Профессор.

## Биография
Фазаил Ибрагимли родился 12 апреля 1951 года в селе Чанагбулаг Ярдымлинского района Азербайджанской ССР. В 1969 году, окончив среднюю школу, переехал в Баку. В 1968—1973 годы учился на историческом факультете Азербайджанского педагогического института.
В 1977—1979 годах проходил военную службу в Советской армии.
В 1979—1982 годы получил образование в аспирантуре Азербайджанского государственного университета по специальности «История», в 1986 году защитил кандидатскую, а в 1998 году — докторскую диссертацию и получил учёную степень доктора исторических наук.

### Карьера
В 1982 году занял должность преподавателя Азербайджанского государственного университета, с 1982 по 1989 год работал на кафедре истории КПСС, в 1989—1999 годы — на кафедре политической истории.
С 2000 года по настоящее время состоит в должности профессора на кафедре истории Азербайджана.
В марте 2020 года Фазаил Ибрагимли избран вице-спикером Национального собрания Азербайджанской Республики.
В 2024 году на парламентских выборах в Азербайджане, которые состоялись 1 сентября, одержал победу в Масаллы-Джалилабадском избирательном округе №73. Официально избран депутатом Милли Меджлиса Азербайджана седьмого созыва, первое заседание которого состоялось 23 сентября 2024 года.
Автор 60 научных статей, 2 монографий и 2 книг, в том числе опубликовал 3 программы по политической истории и истории Азербайджана.
В 2021 году награждён орденом «Слава».